# الأزمة السياسية البوليفية 2019
الأزمة السياسية البوليفية 2019 أو الأزمة البوليفية التي أعقبت الانتخابات في عام 2019 أو الربيع البوليفي هي أزمة سياسية بدأت بمظاهرات حاشدة في 20 أكتوبر، بعد نشر النتائج الأولى للانتخابات العامة في نفس الشهر، والتي حققت فوز الرئيس المنتهية ولايته إيفو موراليس في الجولة الأولى.
تجمع المتظاهرون أمام فندق راديسون السابق في لاباز، حيث تم إجراء فرز للأصوات. دعا مرشح المعارضة كارلوس ميسا أنصاره للاجتماع للتحقق من عدم وجود تزوير انتخابي، ملمحًا إلى أن المحكمة الانتخابية دافعت على حزب الحركة نحو الاشتراكية والرئيس المنتخب إيفو موراليس لمحاولة التأكد من عدم وجود جولة ثانية في الانتخابات العامة. بعد أكثر من 24 ساعة، قامت المحكمة الانتخابية العليا للهيئة الانتخابية المتعددة القوميات (OEP) بتحديث البيانات من الفرز الأول بإعلانها فوزًا محدودًا بأغلبية ضئيلة لموراليس، وأبطلت مرة أخرى عدم ضرورة وجود الجولة الثانية. خرج أنصار المرشحين الأكثر احتمالاً لخوض الانتخابات، إيفو موراليس وكارلوس ميسا، في مواجهة في الشارع. قاد مرشح يمين الوسط ميسا، قطاع الجامعات وأعضاء التحالف الانتخابي لمجتمع المواطن فيما قاد أحزاب المعارضة، ولا سيما جماعة اليمين المتطرف اللجنة المدنية الموالية لسانتا كروز بقيادة لويس فرناندو كاماتشو، المطالبة بفز جديد للأصوات، واستقالة سلطات الهيئة الانتخابية المتعددة القوميات، وجولة ثانية واحترام القرار الشعبي الذي يتجلى في الاستفتاء الذي أجري في 21 فبراير 2016، والذي رفض بموجبه ٪51.3 من المشاركين السماح بإعادة انتخاب السلطات مرتين على التوالي.
في 10 نوفمبر، أعلن الرئيس إيفو موراليس تنظيم انتخابات عامة جديدة مع هيئة انتخابية جديدة. لكن في وقت لاحق من اليوم، أعلن استقالته ثم استقالة النائب الأول لرئيسه ألفارو غارسيا لينيرا ورئيس مجلس الشيوخ أدريانا سالفاتيرا تحت ضغط من الجيش والشرطة. في اليوم الموالي، أكدت المكسيك أن إيفو موراليس قد قبل اللجوء السياسي الذي عرضه عليه الرئيس أندريس مانويل لوبيس أوبرادور في غضون ساعات من استقالته.

## الخلفية

### الانتخابات العامة في بوليفيا لعام 2019 والتحقيقات اللاحقة
في 20 أكتوبر 2019 عُقدت الجولة الأولى من التصويت لجميع المناصب الحكومية. بعد إغلاق صناديق الاقتراع، بدأت المحكمة العليا للانتخابات بإعلان النتائج الأولية للانتخابات الرئاسية، توقف الفرز الأولي عند الساعة 7:40 مساءً، في الوقت الذي فُرزت فيه 83,8 من الأصوات. وقالت رئيسة المحكمة، ماريا أوجينيا شوك، إن الفرز الأولي قد توقف لأن إعلان النتائج الرسمية كان قد بدأ. في الوقت الذي أوقف فيه الفرز الأولي، كان موراليس في المقدمة بنسبة 45.3 %، وكان خصمه الرئيسي، كارلوس ميسا، يحوز على نسبة 38.2% من الأصوات. كان سينجم عن التقدم بأقل من 10 نقاط تصويت آخر في جولة إعادة. أعلن الرئيس موراليس نفسه كفائز عند الساعة 9:25 مساءًا، وذكر أن المناطق الريفية ستضمن فوزه.
على الرغم من أن التوقعات كانت تشير إلى أن تذهب الأصوات غير المفروزة لمصلحته، ذكرت إحدى الهيئات التي كانت تراقب الانتخابات -منظمة الدول الأمريكية- أنه حتى لو فاز موراليس بصورة تامة، فإن تقدمه بما يتجاوز عتبة الـ10 نقاط سيكون ضئيلًا للغاية مما سيضمن جولة إعادة في جميع الأحوال. أعربت منظمة الدول الأمريكية عن قلقها بشأن الانقطاع في تسلسل الإبلاغ عن النتائج الذي دام ليوم: بعد 24 ساعة، استؤنقت التحديثات، ولكن مع صعود قوي لموراليس في التحديث الأول.
في 21 أكتوبر، أفاد الجهاز الانتخابي متعدد القوميات عن فرزٍ ما يزال غير مكتمل، مشيرًا إلى أن موراليس امتلك فارقًا كبيرًا جدًا يفوق ال10 نقاط للتغلب عليه مع نسبة 95,3 % فقط من الأصوات التي جرى التحقق منها، مما يلغي جولة إعادة، وبذلك يبقى موراليس في السلطة لفترة رابعة. استنادًا إلى هذه النتيجة، إضافةً إلى المخالفات المُبلغ عنها وحدّ الفترتين الرئاسيتين الأقصى الذي أبطلته المحكمة الدستورية البوليفية، دعت المعارضة البوليفية والمحتجون وكذلك بعض الحكومات الأجنبية والمراقبون الدوليون إلى تدقيق في العملية والنتائج وافق عليه موراليس. بدأ تدقيق منظمة الدول الأمريكية للانتخابات في 31 أكتوبر وكان تحت مراقبة إسبانيا والمكسيك وباراغواي.

### الاحتجاجات
بحلول 24 أكتوبر، بدأ موراليس يصف الإجراءات المتخذة ضده على أنها انقلاب. في 25 أكتوبر، مع إعلان النتائج رسميًا فوز موراليس، دعت دول عديدة في أمريكا اللاتينية، وكذلك الولايات المتحدة والاتحاد الأوروبي، إلى المضي قدمًا في الجولة الثانية بغض النظر عن النتائج.
في 31 أكتوبر، أعلنت الحكومة عن حالتي وفاة.
وقعت الوفية الثالثة خلال الاحتجاجات في 7 نوفمبر حين قُتل طالب يبلغ من العمر 20 يدعى ليمبيرت غوزمان خلال الصدامات.

## الأحداث

### ادعاءات التزوير الانتخابي وتدقيق منظمة الدول الأمريكية
في 6 نوفمبر، نشرت المعارضة البوليفية تقريرًا من 190 صفحة يحتوي على اتهامات بالتزوير، بما في ذلك مخالفات مثل إضافات خاطئة على الإجراءات الانتخابية وتمرير البيانات وإجراءات انتخابية حصل الحزب الحاكم من خلالها على أصوات تفوق عدد الناخبين المسجلين، كانت المعارضة تتوقع إرسال التقرير إلى المنظمات الدولية مثل منظمة الدول الأمريكية والأمم المتحدة.
على الرغم من أن التقرير الكامل لم يكن مستحقًا بعد، دفع تصاعد التوتر في البلاد منظمة الدول الأمريكية إلى إصدار تقرير أولي في 10 نوفمبر خلص إلى أن المنظمة اكتشفت أدلة كافية على تزوير الانتخابات لتبرير انتخابات جديدة. أدى ذلك إلى سلسلة من الأحداث بلغت ذروتها في استقالة موراليس. كشفت منظمة الدول الأمريكية عن العديد من المخالفات، بما في ذلك حالات الفشل في تسلسل عهدة فرز الأصوات وتغيير وتزييف المواد الانتخابية وإعادة توجيه البيانات إلى خوادم غير مصرح بها وتلاعب بالبيانات. وأضافوا أنه من غير المحتمل إحصائيًا أن يكون موراليس قد حصل على الهامش اللازم للفوز بشكل تام والبالغ 10 نقاط مئوية، وقالوا إنه يجب إلغاء الانتخابات بعد إيجاد «تلاعب واضح» بنظام التصويت، وأن «التلاعبات بأنظمة الكمبيوتر كانت من الضخامة لدرجة أنه يجب إجراء تحقيق دقيق فيها من قبل الدولة البوليفية للوصول إلى أساس المسؤولية وتحديدها في هذه الحالة الخطيرة».
اعترض تحليل أجراه مركز البحوث الاقتصادية والسياسية على النتائج الأولية لمنظمة الدول الأمريكية وانتقد ما وصفه «تسييس عملية مراقبة الانتخابات». وصرح المدير المشارك لفريق البحث، مارك ويسبروت، بأن منظمة الدول الأمريكية لم تُظهر «أي دليل أو أي إحصاءات أو أرقام أو حقائق من أي نوع» لدعم مزاعمها حول التلاعب الانتخابي. وتوصل مركز البحوث الاقتصادية والسياسية إلى ترجيح أن تكون النتائج في المناطق الطرفية التي جرى تلقيها في نهاية الفرز في صالح موراليس بالنظر إلى أن قاعدة ناخبيه كانت في المناطق الأكثر الريفية. إلا أن نيويورك تايمز أشارت إلى أن هذا الانتقاد «لم يتطرق إلى الاتهامات بوجود خوادم بيانات مخفية وتوقيعات مزورة ومخالفات أخرى وجدها مراقبو منظمة الدول الأمريكية، ولم يحاولوا تفسير قرار المجلس الانتخابي المفاجئ بإيقاف الفرز». رفضت منظمة الدول الأمريكية التقرير بصفته أيضًا «غير صادق وغير قائم على الحقائق وغير شامل».
في 5 ديسمبر، صدر تقرير منظمة الدول الأمريكية الكامل والذي تألف من 95 صفحة إضافة إلى 500 صفحة من التفاصيل الداعمة كملاحق. وشملت هذه الصفحات أن مستخدمًا خارجيًا كان يتحكم بجهاز لينوكس إيه إم آي مزود بـ«مستخدم خارق» -يوفر إمكانية تغيير النتائج- قام بالوصول إلى خادم فرز الأصوات الرسمي أثناء الفرز، وفي عينة من 4,692 تقرير عن نتائج الانتخابات من مراكز الاقتراع في جميع أنحاء البلاد، أظهر 226 تقرير تواقيعًا مختلفة تعود لنفس الشخص في كبائن تصويت مختلفة، ما يعتبر انتهاكًا للقانون الانتخابي. على هذه التقارير عن نتائج الانتخابات، ذهب 91% من الأصوات إلى إم إيه إس، وهو ما يقارب ضعف المعدل المسجل في مكان آخر. ومع ذلك، تعكس هذه الإحصائية انحيازًا استعيانيًا، إذ إن كشوف المراجعة الوحيدة التي اختيرت للدراسة كانت تلك التي نالت فيها إم إيه إس 90% أو أكثر من الأصوات وكذلك تلك التي نالت فيها إم إيه إس 77% على الأقل والتي ظهرت فقط في الفرز الرسمي.
في 21 ديسمبر، نشرت البعثة الفنية للخبراء الانتخابيين التي أرسلها الاتحاد الأوروبي تقريرًا من 67 صفحة احتوى على ملاحظات واستنتاجات مماثلة لتلك التي قدمتها منظمة الدول الأمريكية. وأشاروا إلى أنه «في بعض الدقائق كان هناك عدد كبير بشكل غير معتاد من الأصوات الباطلة والأصوات الفارغة ومشاركة للناخبين بنسبة مئة في المئة في سلسلة من مراكز الاقتراع»، وسلطوا الضوء على الفشل العام ل تي إس آي في إعلان تلك المخالفات.
في 3 يناير 2020، في اجتماع للجنة أمريكا اللاتينية للأممية الاشتراكية، أعلنوا أنهم قبلوا نتائج منظمة الدول الأمريكية وأن موراليس لم يكن ضحية انقلاب. يذكر تقرير يحتوي على مناقشات للأزمة السياسية البوليفية أنه «بعد تعبئة واسعة النطاق لمواطنين في ذلك البلد احتجاجًا على تزوير الانتخابات التي أُبلغ عنها وجرى التحقق منها من خلال تدقيق للانتخابات التي جرت في 20 أكتوبر قامت به منظمة الدول الأمريكية، لم يعاني الرئيس إيفو موراليس من انقلاب».